# 일파청
《일파청》(중국어: 一把青, 병음: Yī bǎ qīng 이바칭[*], 영어: A Touch of Green 어 터치 오브 그린[*])은 대만의 텔레비전 드라마.

## 등장 인물
- 양근화 (楊謹華) : 진천의 (秦芊儀) 역
- 천심 (天心) : 주위훈 (周瑋訓) 역
- 양일전 (楊一展) : 강위성 (江偉成) 역
- 남균천 (藍鈞天) : 소지견 (邵志堅) 역
- 오강인 (吳慷仁) : 곽진 (郭軫) 역
- 연유함 (連俞涵) : 주청 (朱青) 역
- 반철상 (班鐵翔) : 공씨 (老鞏) 역
- 번광요 (樊光耀) : 번임선 (樊任先) 역
- 종승한 (鍾承翰) : 고조균 (顧肇鈞) 역
- 온정릉 (温貞菱) : 근묵정/소묵정 (靳墨婷/邵墨婷) 역
- 이정빈 (李程彬) : 초비 (焦飛) 역